# Hernán Castañeda
Pour les articles homonymes, voir Castañeda et Montalvo.
Hernán Ángel Castañeda Montalvo, né le 5 août 1945 à Chiclayo au Pérou, est un footballeur péruvien qui jouait au poste de milieu de terrain.

## Biographie

### Carrière en club
Surnommé Cachorro (« le chiot »), Hernán Castañeda est formé au CCD Los Caimanes. En 1962, il signe au Juan Aurich de sa ville natale. Il est vice-champion du Pérou avec le Juan Aurich en 1968 – derrière le Sporting Cristal – et  dispute la Copa Libertadores 1969, la première du club, où il prend part à huit rencontres. 
En 1969, il rejoint l'Universitario de Deportes qui lui offre son premier contrat professionnel pour 350 000 soles. Avec son nouveau club, il est sacré champion du Pérou à deux reprises en 1969 et 1971 et dispute deux éditions de la Copa Libertadores en 1972 (finaliste du tournoi avec 12 rencontres) et 1973 (six matchs joués pour un but marqué). 
Entre 1973 et 1977, Il poursuit sa carrière au Sport Boys suivi du Defensor Lima avant de revenir à l'Universitario où il raccroche les crampons fin 1981.

### Carrière en équipe nationale
International péruvien, Hernán Castañeda joue 11 rencontres en équipe nationale entre 1969 et 1972. Il marque deux buts, le premier contre le Salvador en match amical disputé le 14 mai 1969 (victoire 4-1). Il inscrit son deuxième but dans le cadre de la Coupe de l'Indépendance contre la Bolivie, le 11 juin 1972 (victoire 3-0).

## Palmarès
Universitario de Deportes
- Championnat du Pérou (2) :
  - Champion : 1969 et 1971.
- Copa Libertadores :
  - Finaliste : 1972.